# Canal+ France
Canal+ France – francuska spółka mediowa, utrzymująca płatny kanał telewizyjny o tej samej nazwie. Założona 4 listopada 1984 roku we Francji jako pierwszy kodowany kanał telewizyjny. We Francji funkcjonuje jako kanał półpubliczny. Znana jest głównie, podobnie jak amerykańskie HBO, z emisji filmów, które miały swą premierę kilka tygodni wcześniej. Wspiera narodowe produkcje filmowe i serialowe, a także emituje wydarzenia sportowe. Canal+ jest kanałem telewizyjnym typu premium. Francuski Canal+ nie emituje loga na ekranie.

## Ekspansja na rynki zagraniczne
Canal + zaczął tworzyć zagraniczne filie Canal+ CCTV typu premium od 1989 roku, w krajach takich jak:
- Belgia – Canal+ België (od 29 sierpnia 2004 funkcjonuje jako BeTV) – 27 września 1989 roku;
- Holandia – Canal+ Nederland (wcześniej FilmNet) – 26 lipca 1997 roku;
- Afryka – Canal+ Horizons (dawniej Canal Horizons) – 18 kwietnia 1990 roku;
- Hiszpania – Canal+ España (od 1 lutego 2016 jako #0) – 14 września 1990 roku;
- Polska – Canal+ Polska – 2 grudnia 1994 roku;
- Włochy – Tele+ (od 31 lipca 2003 Sky Italia) – 30 sierpnia 1997 roku;
- Skandynawia (Dania, Szwecja, Norwegia, Islandia) – Canal+ Scandinavia (wcześniej FilmNet) – 1 września 1997 roku, od 2012 jako C More;
- Wietnam - K+ - maj 2009 roku;
- Niemcy - Premiere (od 4 lipca 2009 Sky Deutschland) - 28 lipca 1991 roku